# La Glu (film, 1906)
Pour les articles homonymes, voir La glu.
Pour plus de détails, voir Fiche technique et Distribution.
La Glu est un film français réalisé par Alice Guy en 1906 (1907 aux États-Unis).

## Synopsis
Un braconnier enduit de glu des baguettes qu’il dispose dans un arbre, espérant attraper des grives, mais il est bientôt poursuivi par le garde-chasse. Le seau de glu n’est pas perdu pour tout le monde… Un garçon déluré s’en empare et entreprend de jouer quelques tours à sa façon : il commence par badigeonner les marches d’un perron ainsi qu’un banc, provoquant une belle confusion chez les occupants des lieux. Plus loin, il poursuit son forfait en enduisant de colle le guidon et la selle d’une bicyclette. Alors qu’il savoure le résultat de son entreprise, le garçon est renversé par le malheureux cycliste et tombe dans le pot de glu : tel est pris qui croyait prendre ! Le voilà contraint de s’enfuir à quatre pattes, le fondement enchâssé dans le récipient de colle.

## Fiche technique
- Titre : La Glu (en anglais, The Glue, ou Glue for Birds, ou Tommy and the Gluepot[1], Stickphaste en allemand, Lepidlo na ptáky en tchèque[2])
- Réalisation : Alice Guy
- Société de production : Société L. Gaumont et compagnie
- Pays d'origine :  France
- Genre :  Saynète humoristique
- Format : Muet - Noir et blanc
- Durée : 4 min 32 s
- Date de sortie : 1906[2] ou 1907
- Licence : Domaine public

## Autour du film
Le film est entièrement tourné en extérieurs. Une partie des images du film est fortement abîmée, notamment lorsque le cycliste perd le contrôle de sa machine et renverse le garçon. 